# L'Exécuteur de la haute justice
L'Exécuteur de la haute justice est un roman policier historique de Jean d'Aillon publié en 2004.

## Résumé
En 1643, Aubray est nommé lieutenant civil de la prévôté de Paris. Des années auparavant, en 1630, il était gouverneur de Provence. À cette époque, à Aix, la duchesse de Rohan, huguenote et enceinte, occupe une auberge avec sa fille Marguerite et leur escorte. Elle fait venir un chirurgien : René, puis ils repartent à Paris. 
En 1645, Enghien embauche Louis comme détective et lui demande de prouver que Tancrède, fils de Rohan en Hollande, est un adultérin. Villefort, sergent de Gaston, est tué. Mme de Rohan jure à Gaston que Tancrède est le fils de Rohan qui ne voulait pas le reconnaître pour le protéger des catholiques. Il a ensuite été enlevé et déclaré mort. Peu après, Louis est agressé de nuit dans la rue. Ses agresseurs, dont Raillac, dénoncent leur chef que Louis identifie comme Taillefer. Raillac tue son compère, est condamné à mort et livré à Guillaume, exécuteur de la haute justice. Guillaume ne respecte pas l'exécution prévue, mais Aubray ne dit rien. Pressée de questions, Marguerite avoue avoir commandé l'enlèvement de Tancrède et qu'il est mort. Chavagnac, ami de Taillefer, est tué et sur son corps est tatoué le même mot que sur celui de Villefort : Alecto, l'une des Furies de la mythologie. Gaston trouve également « Alecto » sur le corps de Raillac. La duchesse avoue à Louis que les trois morts et Taillefer l'escortaient à Aix en 1630. Louis découvre que le chirurgien d'Aix était le tourmenteur obéissant à Guillaume. Il découvre qu'il est le tueur et que c'est une femme qu'il tue. Ils apprennent que Renée avait été violée par ses victimes en 1628 et est devenue René qui les avait revus en 1630, alors qu'elle était amante d'Aubray. 
Finalement, Taillefer s'explique sur Tancrède et Louis prend la lettre de reconnaissance de Rohan. Ils le laissent libre. Louis donne la lettre à Enghien qui la brûle et demande à être le parrain du bébé de Louis.

## Éditions
- Le Grand Châtelet, 2004  (ISBN 2-911850-09-2)
- Éditions du Masque, coll. Labyrinthes no 143, 2005  (ISBN 2-7024-9768-3)
- Éditions du Masque, Masque poche no 56, 2015  (ISBN 978-2-7024-4169-5)